# アビシニアン
アビシニアン（英語: Abyssinian, 発音: [æbɪˈsɪniən]）は、ネコの品種のひとつ。原産国は不明だが、エジプトが有力（エチオピア、またはイギリスとされる場合もある）。

## 概要
1868年のイギリスによるアビシニア遠征の後、従軍したイギリス兵がエジプトのアレクサンドリアの港にいた「ズーラ」という名の雌ネコをイギリスに持ち帰ったのが起源とされる。その後、イギリスで在来の縞ネコと掛け合わされ、ヨーロッパに広まったと見られる。世界中のほとんどのアビシニアンはこのズーラの子孫と考えられるが、リビアから同種のネコがアメリカに持ち込まれた可能性もある。日本の雉猫を祖とすると書かれた書籍などもあるが、裏付けに乏しく信憑性は低いと言える。ソマリとは近縁であるとされる。
認められている毛色は ルディ（Ruddy） ・ レッド/ソレル（Red/Sorrel） ・ ブルー（Blue） ・ フォーン（Fawn）など。ただしアビシニアンのレッドは他の猫のレッドとは異なる遺伝子による。
毛の模様はティックトタビーと呼ばれ、毛の一本一本に縞模様が入っておりアビシニアンの大きな特徴となっている。ティックトタビーは古代エジプトで描かれた絵のネコの毛色に良く似ており、この毛色を生み出す突然変異はかなり古い時期に発生した、と考えられている。現在のアビシニアンも、イエネコの原種であるリビアヤマネコとの共通点が多い。
瞳はゴールド、グリーン。寿命は12-15年。歯肉炎にかかりやすい。

## 原産国
古代エジプトの壁画や美術品などに、アビシニアンに似たネコの姿が多く残されている。
広辞苑では「エチオピア原産」と明記してある。アビシニアンの原産国はエチオピア（イギリス・アビシニア戦争時、ヨーロッパではアビシニアと呼ばれていた）とされることが多いが、これは1874年に出版された本に「イギリス兵がアビシニア高原（エチオピア）から連れ帰った珍しい猫」と紹介されたことに由来すると見られる（これがアビシニアンの語源となっている）。しかし、上述のとおりイギリス兵が持ち帰ったネコはアレクサンドリアにいたのであるから、エチオピア起源というのは上記の本の著者の誤解に基づくと見られる（なお、ズーラについては英語版を元にした）。
また、「ティックトタビーのネコは、実際には東南アジア原産で、イギリスのネコと掛け合わされてアビシニアンが誕生した」とする説もあり、この場合はイギリス原産とされる。

## 性格
動作は俊敏だが性格はおとなしく、大きな声で鳴くような事はあまりない。一方、飼い主の声にはよく反応し、遊んでもらうことに喜んで応えるような活発で友好的な性格をしている。

## ギャラリー

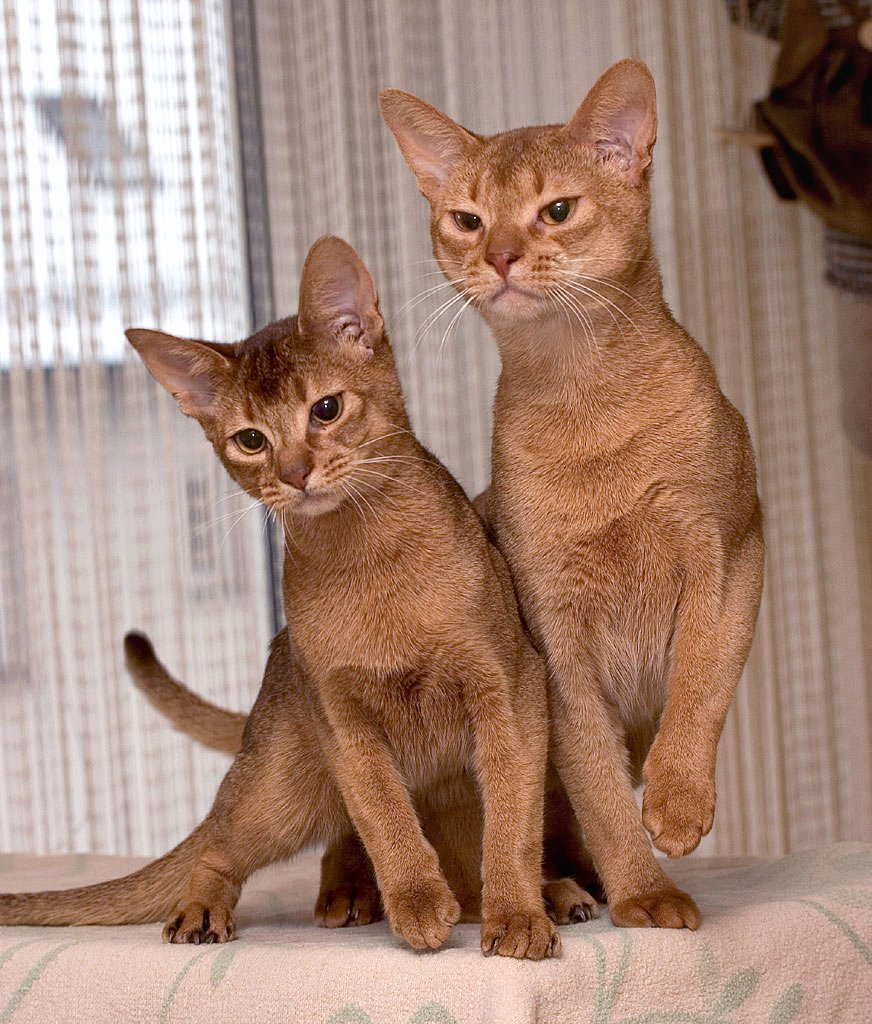
生後6か月のアビシニアン（左）とその父親（右）
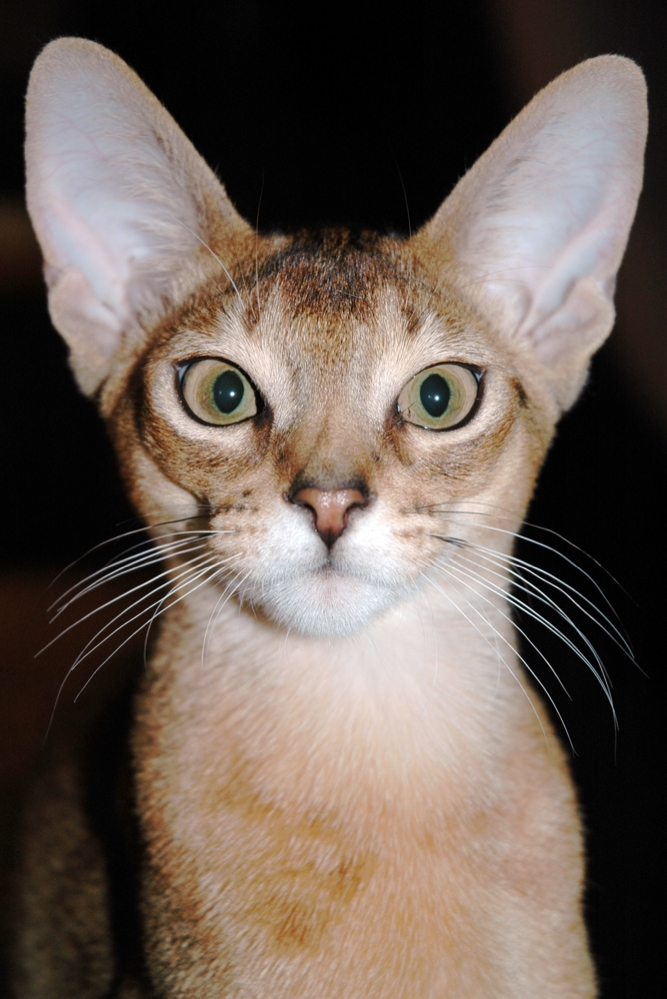
頭部を正面から
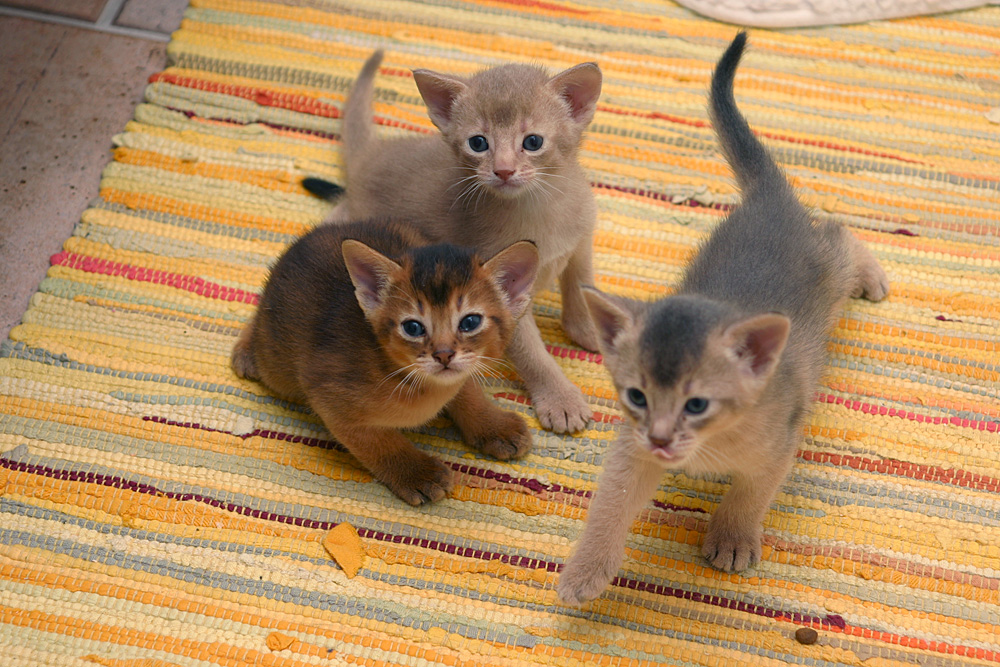
アビシニアンの仔猫
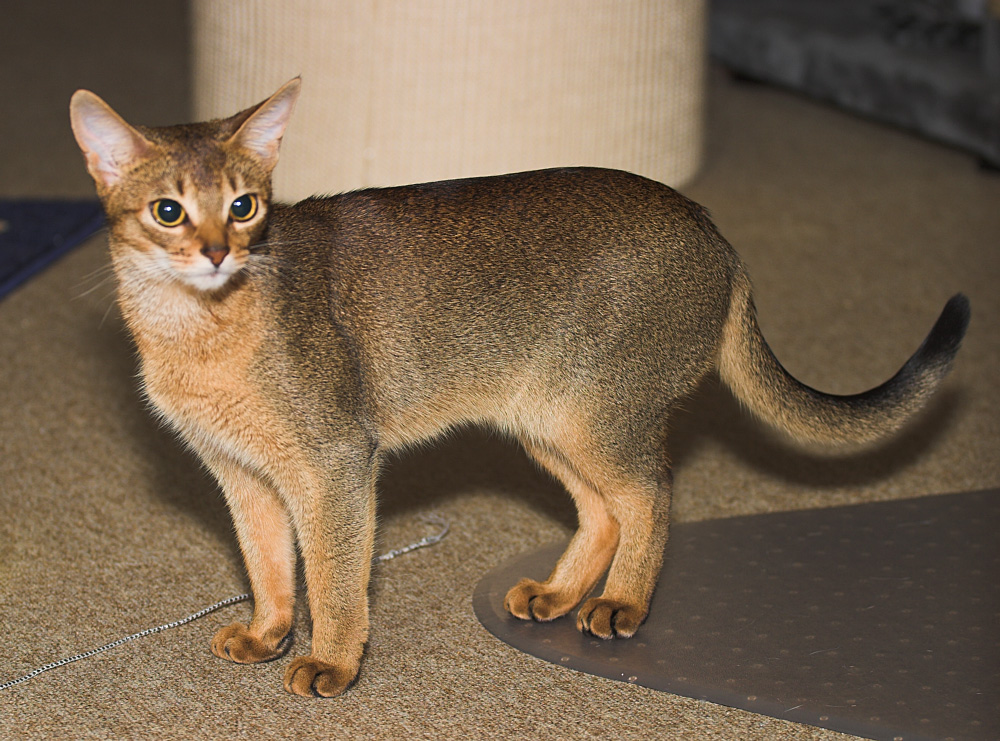